# Бадибанга, Зиги
Зиги́ Бадибанга́ (фр. Ziguy Badibanga; род. 26 ноября 1991, Эвере) — бельгийский футболист, полузащитник клуба «Бней Иегуда».

## Биография
Зиги Бадибанга родился в бельгийском городе Эвере в семье выходцев из Демократической Республики Конго. В 18 лет ему удалось попасть в основной состав сильнейшего клуба страны «Андерлехт». Вместе с ним игрок становился чемпионата страны. Однако закрепиться в основе у Бадибанги не получилось. Дважды «Андерлехт» отдавал его в аренду нидерландскому «Де Графсхапу» и бельгийскому «Шарлеруа».
После окончания контракта с «Андерлехтом», футболист перебрался в Грецию. Там он пробовал свои силы в «Эрготелисе» и «Астерасе». Сезон 2015/16 он провел в кипрской «Омонии». После ухода из последнего клуба Бадибанга некоторое время оставался свободным агентом, пока в январе 2017 года он не пополнил состав молдавского «Шерифа».
Именно в Молдавии футболист сумел раскрыть свои лучшие качества. Новой команде он помог стать сильнейшей в стране и выиграть Кубок Молдавии. В следующем сезоне Бадибанга вместе с «Шерифом» квалифицировались в Групповой раунд Лиги Европы. Уже в ней игрок удачно проявил себя в матчах против московского «Локомотива», забив «железнодорожникам» в двух матчах. После победы «Шерифа» в Москве со счетом 2:1 распространились слухи об интересе к Бадибанге со стороны столичного «Динамо». Позже стало известно, что скауты итальянских клубов «Дженоа» и «Торино» также проявили заинтересованность к игроку.
В апреле 2019 года перешел в казахстанский клуб «Ордабасы», с которым завоевал бронзовые медали чемпионата Казахстана среди команд Премьер-лиги сезона 2019.

## Карьера в сборной
Зиги Бадибанга выступал за юношескую и молодёжную сборную Бельгии. За главную национальную команду «красных дьяволов» он не играл. Поэтому футболист сохраняет шансы на дебют в сборной Демократической Республики Конго.

## Достижения

### Командные
«Андерлехт»
- Чемпион Бельгии: 2009/10
- Обладатель Суперкубка Бельгии: 2010

«Шериф»
- Чемпион Молдавии: 2016/17
- Обладатель Кубка Молдавии: 2016/17
- Обладатель Суперкубка Молдавии: 2017

«Ордабасы»
- Бронзовый призёр чемпионата Казахстана: 2019

### Личные
- Лучший легионер чемпионата Молдовы: 2017, 2018[7]
- Лучший игрок месяца чемпионата Украины: февраль-март 2023